# 波西傑克森 (小說)
《波西傑克森》（Percy Jackson & the Olympians）是美國作家雷克·萊爾頓的系列奇幻文學作品，全系列共有五集，已翻譯成全球三十餘國語言版本，是世界上暢銷的小說系列之一，也是前美國總統奧巴馬推薦的作品。本系列主要描述主角波西傑克森發現自己原來是希臘神話中的海神——波塞頓的兒子後，在混血營五年訓練及生活的冒險故事。這系列也被譽為繼哈利波特系列後，多次被改編的經典奇幻文學和其接班人。
目前，由美國二十世紀福斯電影公司已推出首本作品的電影版本，電影票房收入皆在二億美元以上。第二集電影《妖魔之海》，在2013年8月16日上映。2020年12月，迪士尼宣佈推出該作的電視劇集，並於2023年11月20日在Disney+播出。

## 小說

### 神火之賊
該系列第一部，問題學生波西‧傑克森在一次校外教學中，意外的將討人厭的數學老師憑空蒸發掉。當他又一次面臨被學校開除的命運時，不禁開始懷疑自己的人生到底出了什麼問題？那些從小一路跟著他的過動行為、適應不良、閱讀障礙等情形，可能並不像表面上看起來那麼單純，背後究竟隱藏著什麼奇詭的秘密？
原來，波西是個「混血人」。伴隨這個發現而來的，是一場驚心動魄、懸疑刺激的歷險旅程……波西先被送到「混血營」受訓，接著被指派和他的兩個朋友－－格羅佛和安娜貝斯，一起接下了困難的尋找任務。天神宙斯最重要的「閃電火」失竊了，只有十天的時間，波西必須找回閃電火，揪出真正的小偷，揭開叛亂的陰謀，才能消弭奧林帕斯眾神間一觸即發的戰爭危機。帶著與眾不同的詭奇身世，波西在凡人和眾神的世界裡，一路驚險穿梭進出。無比廣闊的想像空間與戲劇張力，在書頁中不斷湧現。

### 妖魔之海
波西·傑克森的七年級生活在平靜中悠悠渡過，真是令人感到很意外。原本波西與同學們只是要打一場無害的躲避球比賽，到最後竟演變成一場死亡遊戲，還有一幫醜陋的食人族巨無霸參一腳。
因為格羅佛與波西之間的「共感連結」，波西得知好友有難了，此時的混血營也遭遇了空前浩劫。於是波西與夥伴安娜貝斯和「怪胎」兄弟泰森私自踏上尋找金羊毛的冒險旅程。
波西和他的朋友們必須到妖魔之海出任務，以便拯救面臨危機的混血營，但在出任務之前，波西會先發現關於他家族的一個天大祕密……知道這個祕密之後，波西不免開始質疑，究竟身為海神波塞頓的兒子是一件光榮的事，抑或只是一個殘酷的玩笑？而且在出任務途中，他們發現被耍了。他們必須安全而趕快地回到混血營，可是怪物已經蓄勢待發，等著他們自投羅網……

### 泰坦魔咒
宙斯的女兒泰麗雅因為金羊毛的法力（詳情請見波西傑克森2：妖魔之海）復活了！
波西·傑克森在寒假前夕收到好友格羅佛發出的緊急通知，他與夥伴安娜貝斯和泰麗雅一同趕往現場支援。原來格羅佛發現了兩個強壯但雙親身份不明的混血人，必須將他們安全帶回混血營，但是怪物已經蓄勢待發，等著他們自投羅網。這場突來的危險讓安娜貝斯消失，生死未卜，而泰坦巨神克羅諾斯也已設下最陰險的陷阱，等待這些少年英雄成為他的掌中獵物。波西將面對一場更大的挑戰。

### 迷宮戰場
波西．傑克森本來就不期待新生說明會有什麼好事發生，可是，當他看到那個神秘的人類女孩和邪惡的啦啦隊長，竟然一前一後出現眼前；啊！毀了，他知道一切都毀了，瞬間風雲變色、天翻地覆、步步驚悚。
就在與巨型魔蠍的致命競技中，波西和伙伴們意外闖入了駭人的迂迴迷宮，在每一個轉彎之後都將出現一幕幕全然超乎想像的戰慄、懸疑、恐懼。

### 終極天神
克羅諾斯軍隊在招募更多神與混血人加入後，勢力變得更加強大。混血營花了一整年的時間，準備與泰坦巨神決一死戰，即使他們深知打贏這場戰爭的機率渺茫。
正當天神們努力遏止破壞力強大的怪物泰風入侵，克羅諾斯趁隙朝天神的地盤紐約市進攻，使奧林帕斯山陷入無人看守的狀態。現在，就靠波西和一群年輕的混血人軍隊來阻止這一切。

### 天神聖杯
半神半人的波西．傑克森，經歷了拯救多重世界的驚險事件後（混血營英雄系列後，太陽神試煉系列前），如今十七歲的他，只求安穩度過高三這一年，順利拿到高中畢業證書，並取得大學入學資格。但波西是個問題學生，患有注意力不足過動症與閱讀障礙，求學對他而言，並沒有比戰鬥來得容易……
波西．傑克森必須徵得來自奧林帕斯山的三封推薦函，才有機會通過大學入學申請，難纏的天神開出的條件是——波西必須完成三項任務，作為交換！波西、安娜貝斯、格羅佛三人組再度聯手踏上冒險，第一個任務，是搶在災禍發生前，尋回專為宙斯盛酒的奧林帕斯山聖杯，若慢了一步，聖物不幸落入邪惡之手，則會引發永恆的災難……

### Wrath of the Triple Goddess（英语：Wrath of the Triple Goddess）
Wrath of the Triple Goddess 是《波西傑克森》系列的第七本書。在書中，波西繼續尋找大學推薦信，這始於《眾神的聖杯》，這次是來自赫卡特的。

## 外傳、資料書和其他作品

### 機密檔案
本書介紹混血營的情報，波西·傑克森、安娜貝斯、格羅佛等人的訪談，以及三篇未收錄在正傳小說的故事。故事發生在迷宮戰場和終極天神之間。

### 終極指南
本書介紹小說的設定，例如混血營每日活動課程表、冥界、以及希臘神話的天神、精靈和怪獸的情報。

### 圖形小說
有繁體中文版發行消息，該系列市場為基於小說中波西傑克森冒險故事的濃縮版本繪製的全彩圖形小說。

### 混血人日記
混血人日記，是與波西傑克森系列和混血營英雄系列相關的短篇小說集。

### 希臘天神報告
現代混血人代表波西‧傑克森出書了！紐約的出版社邀請他來寫一本介紹希臘天神和神話的書。儘管坊間關於希臘天神的出版品百百種，但看在與天神實際接觸過的混血英雄眼中，顯然少了點什麼。既然如此，那就讓超人氣混血英雄──波西‧傑克森親口說出他所認識的天神世界。
　　這可是他冒著生命危險寫下的一本書，大家也知道，天神的脾氣陰晴不定，說不定波西的忠實介紹反倒犯了他們的大忌。
　　書中除了娓娓道來主要天神的故事與天神間的關係，還加上了波西個人的現代化詮釋，讓你在閱讀過程中時而捧腹、時而驚歎；或許感想會是：這些天神的世界，還真是亂得有趣！

## 改編作品

### 小說及電影目錄

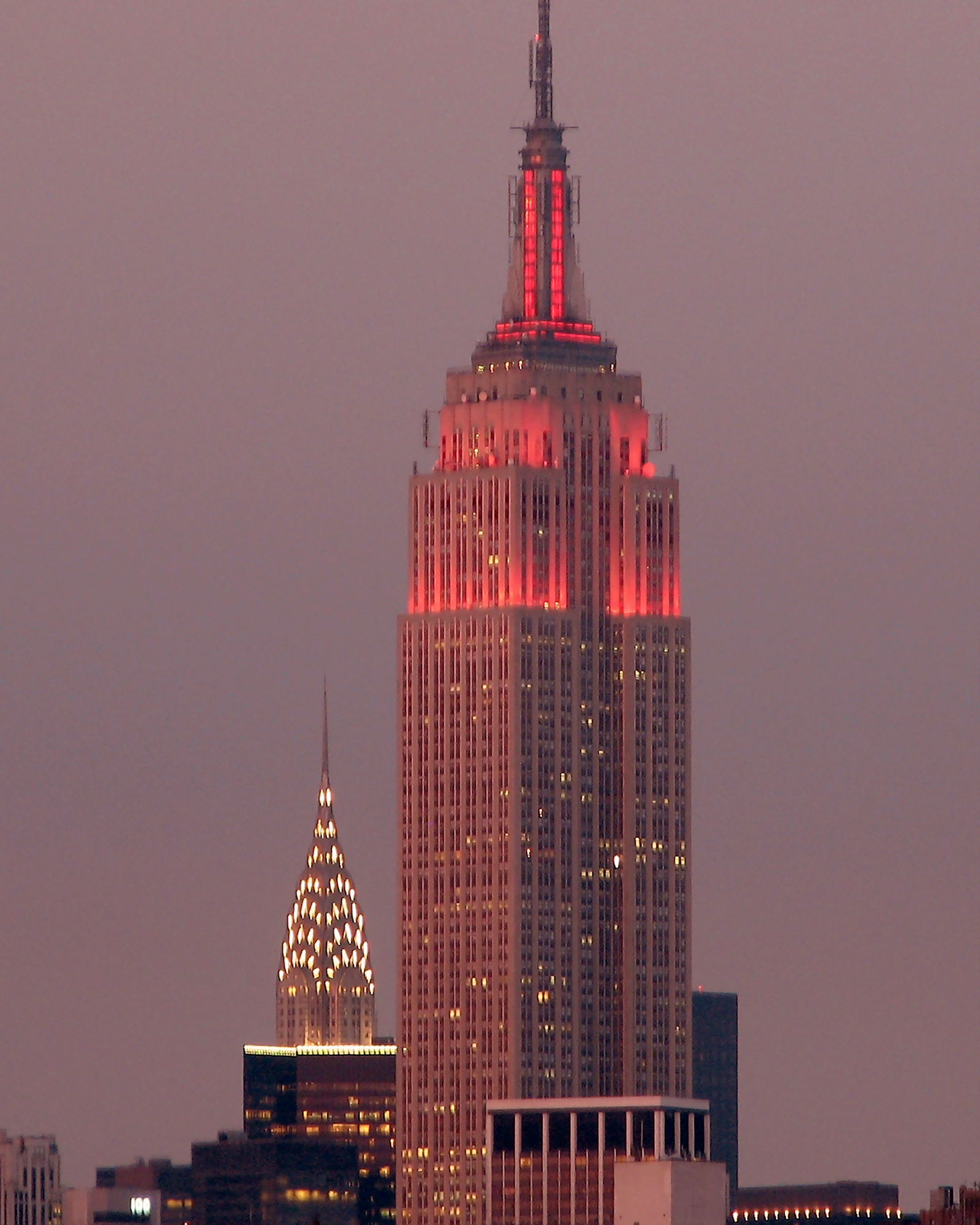
第一集內描述的奧林帕斯山實際上在帝國大廈的頂部，攝於美國紐約州

1. 英文名：Percy Jackson and the Olympians- The Lightning Thief
  - 中文譯名：《波西傑克森—神火之賊》（2009年2月，吳梅瑛譯，400頁）
  - 電影公映日期：2010年2月12日
  - 電影譯名：《波西傑克森：神火之賊》
  - 圖形小說出版日期：2010年10月12日
2. 英文名：Percy Jackson and the Olympians- The Sea of Monsters
  - 中文譯名：《波西傑克森—妖魔之海》2009年4月，王心瑩譯，336頁）
  - 電影公映日期：2013年8月16日
  - 電影譯名：《波西傑克森：妖魔之海》
  - 圖形小說出版日期：2013年7月2日
3. 英文名：Percy Jackson and the Olympians- The Titan's Curse
  - 中文譯名：《波西傑克森—泰坦魔咒》（2009年7月，蔡青恩譯，368頁）
  - 電影公映日期：飾演主角的羅根·勒曼已簽約，落實日期未公布
  - 圖形小說出版日期：2013年10月8日
4. 英文名：Percy Jackson and the Olympians- The Battle of the Labyrinth
  - 中文譯名：《波西傑克森—迷宮戰場》（2009年10月，吳梅瑛譯，400頁）
  - 電影公映日期：無
5. 英文名：Percy Jackson and the Olympians- The Last Olympian
  - 中文譯名：《波西傑克森—終極天神》（2010年1月，沈曉鈺譯，416頁）
  - 電影公映日期：無
6. 英文名：Percy Jackson and the Olympians- The Chalice of the Gods
  - 中文譯名：《波西傑克森—眾神的聖杯（英语：The Chalice of the Gods）》
  - 電影公映日期：無
7. 英文名：Wrath of the Triple Goddess（英语：Wrath of the Triple Goddess）
  - 電影公映日期：無
8. 英文名：Percy Jackson & The Olympians: The Demigod Files
  - 中文譯名：《波西傑克森：機密檔案（英语：The Demigod Files）》（2013年4月，江坤山譯，208頁）
9. 英文名：Percy Jackson & The Olympians: The Ultimate Guide
  - 中文譯名：《波西傑克森：終極指南》（2013年6月，蔡青恩譯，148頁）
10. 英文名：The Heroes of Olympus: The Demigod Diaries
  - 中文譯名：《混血營英雄：混血人日記（英语：The Demigod Diaries）》（2013年11月29日，江坤山譯，272頁）
11. 英文名：Percy Jackson’s Greek Gods
  - 中文譯名：波西傑克森：希臘天神報告（英语：Percy Jackson's Greek Gods）

### 電視劇
- 波西傑克森 (電視劇)（2023年）

## 出版商
- 臺灣(繁體中文)：遠流出版事業股份有限公司
- 中國(簡體中文)：接力出版社
- 美國：Disney Hyperion（英语：Disney Hyperion）
- 英國：Puffin Books（英语：Puffin Books）'

## 外部連結
- （繁體中文）混血營英雄2011.7作者雷克·萊爾頓（Rick Riordan）
- （繁體中文）波西傑克森官方網站 （页面存档备份，存于）
- （英文）Percy Jackson Wiki
- （繁體中文）波西傑克森電影官方網站